# Liên đoàn Quốc tế Nhân quyền
Liên đoàn Quốc tế Nhân quyền (tên giao dịch quốc tế bằng tiếng Anh: International Federation for Human Rights—viết tắt FIDH) là một liên hiệp tổ chức phi chính phủ hoạt động trong lĩnh vực nhân quyền.

## Tổng quan
Liên đoàn Quốc tế Nhân quyền được thành lập vào năm 1922 và là một trong những tổ chức nhân quyền quốc tế thành lập lâu đời nhất trên toàn thế giới và ngày nay đã có 164 tổ chức thành viên tại hơn 100 quốc gia. Liên đoàn Quốc tế Nhân quyền hoạt động trên nguyên tắc không bè phái không phụ thuộc, chịu sự ảnh hưởng của bất kỳ chính phủ nào. Nhiệm vụ cốt lõi của nó là để thúc đẩy sự tôn trọng cho tất cả các quyền được quy định trong Bản Tuyên Ngôn Quốc tế Nhân quyền, Công Ước Quốc tế về các Quyền Dân sự và Chính trị, và Công ước Quốc tế về các Quyền Kinh tế, Xã hội và Văn hóa. Liên đoàn Quốc tế Nhân quyền giữ vai trò điều phối và hỗ trợ các thành viên và liên hệ với các tổ chức liên chính phủ, tổ chức này cũng liên lạc thường xuyên với Liên minh châu Âu (EU), Tổ chức An ninh và Hợp tác châu Âu (OSCE), Tổ chức các nước châu Mỹ (OAS), Chương trình Phát triển Liên Hợp Quốc (UNDP), Tổ chức Thương mại Thế giới (WTO), Quỹ Tiền tệ Quốc tế (IMF), Ngân hàng Thế giới (WB).

## Với Việt Nam
Ngày 9 tháng 9 năm 2018, Cơ quan An ninh cửa khẩu quốc tế Nội Bài ra quyết định cấm nhập cảnh và tạm giữ bà Debbie Stothard - Tổng Thư ký Liên Đoàn Quốc tế về Nhân quyền đang đến Hà Nội để tham dự Diễn đàn Kinh tế Thế giới về Đông Nam Á 2018. Bà Debbie Stothard cho hay: "Dù sao đi nữa sự bất tiện mà tôi đang phải chịu không là gì so với các cuộc tấn công vào báo chí và những nhà bảo vệ nhân quyền Việt Nam". Diễn đàn Kinh tế Thế giới (WEF) ngay sau đó đã yêu cầu chính phủ Việt Nam tôn trọng lời mời của WEF, tạo điều kiện cho bà Debbie Stothard được tham dự cuộc họp. Một thành viên của Amnesty International là Minar Pimple cũng không được phép vào để tham dự Diễn đàn Kinh tế Thế giới (World Economic Forum - WEF). Theo chương trình ông sẽ phát biểu về đề tài "ASEAN đa nguyên: có bị đe dọa?" 